# Andali
Andali ist eine Gemeinde mit 614 Einwohnern (Stand 31. Dezember 2023) in der italienischen Provinz Catanzaro, Region Kalabrien.
Das Gebiet der Gemeinde liegt auf einer Höhe von 650 m über dem Meeresspiegel und umfasst eine Fläche von 17 km².
Die Nachbargemeinden sind Belcastro, Botricello, Cerva und Cropani.